# Castellnou (Gavet de la Conca)

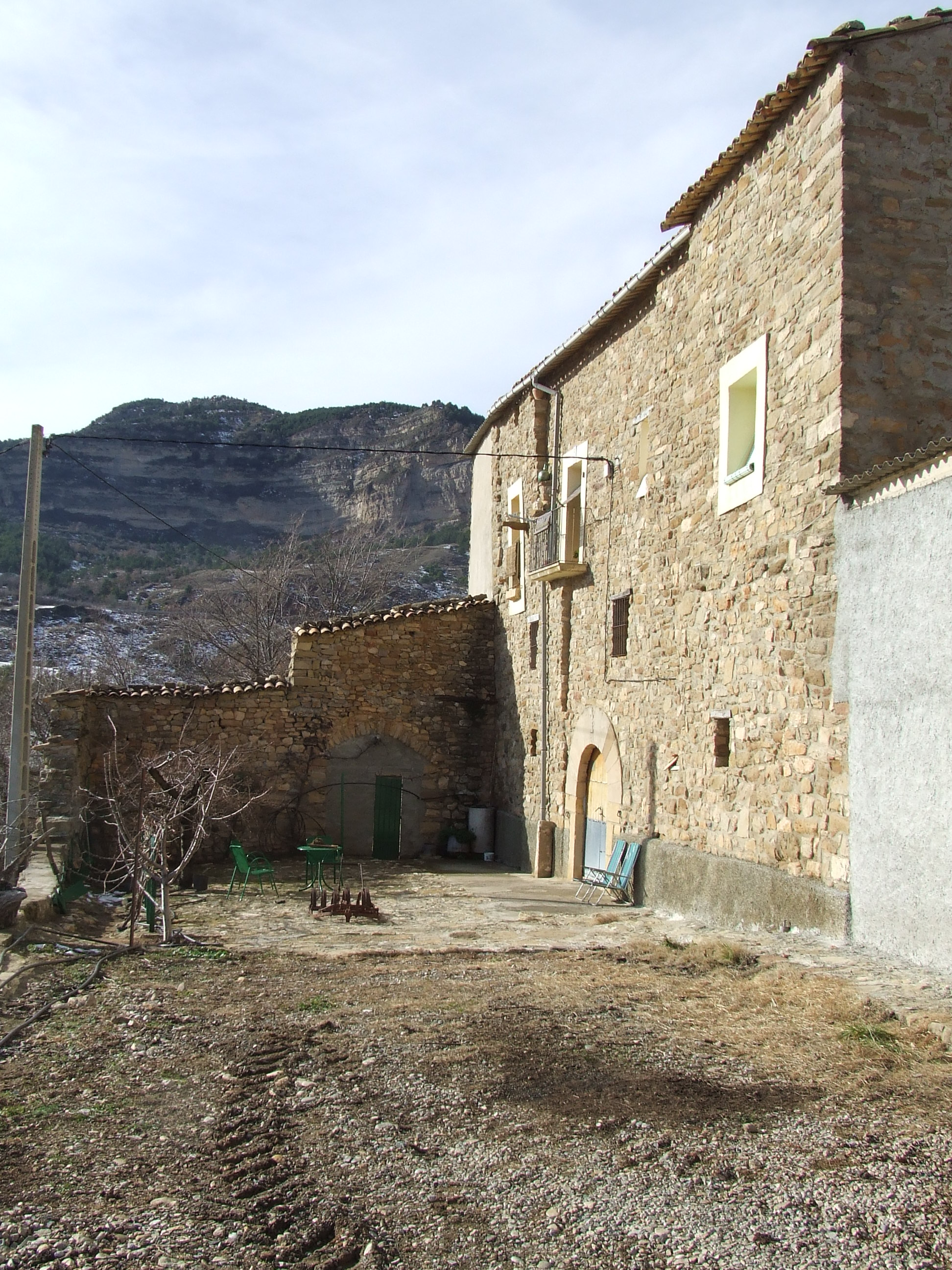
Cal Cavaller, amb traces evidents de l'antic castell

Castellnou és una caseria del terme municipal de Gavet de la Conca, dins de l'antic terme de Sant Salvador de Toló.
Està situat a l'extrem sud-est del terme, a la part alta de la vall del riu de Conques, al vessant oriental de la Serra de la Campaneta. Tot i que no se'n conserven proves documentals, per la seva situació estratègica es pot suposar que es tractava d'un castell secundari en avançada cap al nord per controlar el pas per la vall del riu de Conques de l'immediat, tot i que molt més enlairat, castell de Toló. La mateixa casa de Cal Cavaller conserva traces evidents del seu passat casteller.
Tenia l'església romànica de Sant Llorenç, de la qual queden restes de l'absis. A més, a la masia de Cal Cavaller hi ha restes d'una altra església, ara transformada en corral, també dedicada a Sant Llorenç. Aquesta casa va sofrir modificacions realitzades pels seus actuals propietaris que van traslladar la porta d'entrada a la paret de llevant.

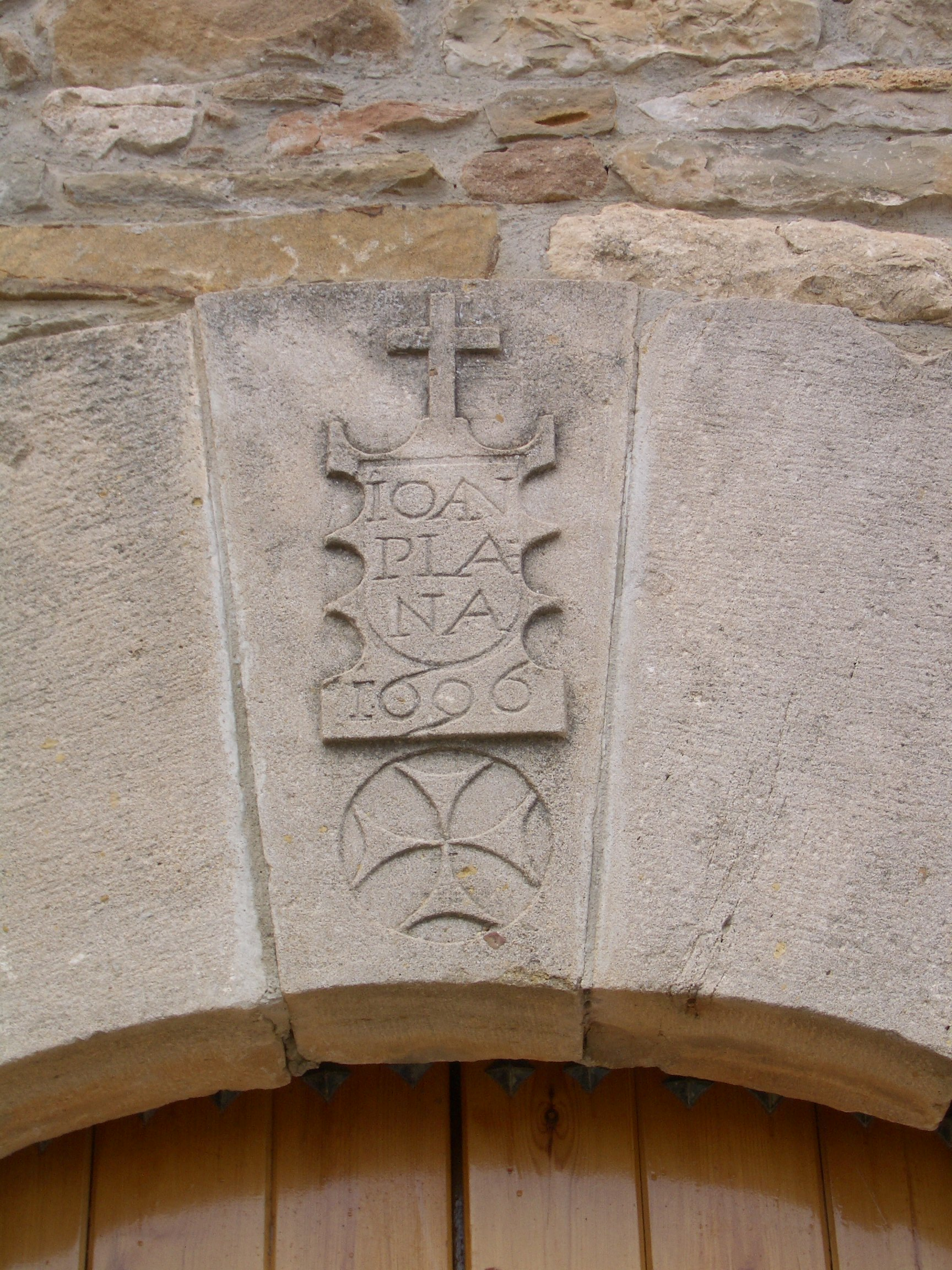
Escut de la porta principal de cal Cavaller de Castellnou.

La casa estarà vinculada a la família Plana, barons de Montodó. Aquest cognom apareix en la dovella de la porta principal (Joan Plana - 1696). Al s. XVIII, amb motiu del casament de la pubilla Antònia Plana i Serra (+1739) amb el noble isonenc Joan de Moner i d'Amorós (1696-1738), aquests traslladaran la seva residència a Conques des d'on controlaran la propietat. La hisenda estarà vinculada a la família Moner fins a inicis del segle XX amb motiu de la mort, sense fills, de la darrera propietària Antònia de Moner i Duch de Surville (La Seu d'Urgell,1850-1917).
Personatges rellevants nascuts en aquesta casa trobem al jesuïta Bonaventura Plana (Castellnou,1678-Manila, 1744) i al seu germà, l'austriacista, Gervasi Plana, mort a Viena on es traslladà com a refugiat després de la guerra de Successió.
El 1553 apareix documentat en el Fogatge amb 4 focs (una vintena d'habitants).